# 12-Stunden-Rennen von Bathurst 2024

Streckenlayout

Das 12-Stunden-Rennen von Bathurst 2024 fand am 18. Februar auf dem Mount Panorama Circuit statt und war das erste Rennen der Intercontinental GT Challenge 2024.

## Vor dem Rennen
Das Rennen wurde 2024 zum ersten Mal mit dem neuen Sponsor Repco ausgetragen. Das australische Unternehmen ersetzte Liqui Moly.

## Rennen
Der Manthey-Racing Porsche 911 GT3 R wurde zum insgesamt dominanten Rennwagen. Bereits beim Start konnte er sich in der Frontreihe behaupten und das Team konnte immer wieder während den elf Safety-Car Phasen und den beiden Full-Course-Yellow die strategisch richtigen Entscheidungen treffen.
In der siebten Rennstunde setzte Regen ein, was zu nassen Rennbedingungen führte. Aufgrund eines Verstosses gegen die Boxenstopp-Regeln, wurde der Manthey-Porsche zur gleichen Zeit mit einer Durchfahrtstrafe belegt, doch mit einem schnellen Wechsel auf Regenreifen konnte sich Manthey weiter an der Spitze halten. Auch in der später einsetzenden, zweiten Regenphase konnte Ayhancan Güven die Führung halten.
In der letzten Rennstunde kam es zu einem Safety-Car das den 10-Sekunden-Vorsprung des Manthey-Fahrers Matt Campbell zwar wettmachte, doch Campbell konnte die Führung gegen den Mercedes von Jules Gounon verteidigen. Dieser geriet jedoch auch unter Druck seitens des drittplatzierten Jaxon Evans und seiner Verfolger. Sechs Minuten vor Schluss überholte Christopher Haase im Audi #22 Evans und sicherte sich so das Podium.
Der im Qualifying noch sehr schnelle Team-WRT #32 schied nach einem Unfall seitens Sheldon van der Linde in der fünften Rennstunde aus.

## Ergebnisse

### Schlussklassement
| Pos.            | Klass  | Nr. | Team                          | Fahrer                                                       | Fahrzeug                      | Runden |
| --------------- | ------ | --- | ----------------------------- | ------------------------------------------------------------ | ----------------------------- | ------ |
| 1               | Pro    | 912 | Manthey-Racing                | Ayhancan Güven Laurens Vanthoor Matt Campbell                | Porsche 911 GT3 R             | 275    |
| 2               | Pro    | 75  | SunEnergy1 Racing             | Jules Gounon Kenny Habul Luca Stolz                          | Mercedes-AMG GT3 Evo          | 275    |
| 3               | Pro    | 22  | Melbourne Performance Centre  | Christopher Haase Liam Talbot Kelvin van der Linde           | Audi R8 LMS Evo II            | 275    |
| 4               | Pro    | 13  | Phantom Global Racing         | Bastian Buus Joel Eriksson Jaxon Evans                       | Porsche 911 GT3 R             | 275    |
| 5               | Pro    | 46  | Team WRT                      | Raffaele Marciello Maxime Martin Valentino Rossi             | BMW M4 GT3                    | 275    |
| 6               | Pro    | 888 | Triple Eight Race Engineering | Will Brown Broc Feeney Mikaël Grenier                        | Mercedes-AMG GT3 Evo          | 275    |
| 7               | Pro    | 222 | Scott Taylor Motorsport       | Craig Lowndes Thomas Randle Cam Waters                       | Mercedes-AMG GT3 Evo          | 275    |
| 8               | Pro    | 130 | GruppeM Racing                | Maro Engel Felipe Fraga David Reynolds                       | Mercedes-AMG GT3 Evo          | 275    |
| 9               | Pro-AM | 911 | Manthey-Racing                | Harry King Alessio Picariello Yasser Shahin                  | Porsche 911 GT3 R             | 274    |
| 10              | Pro-AM | 27  | Heart of Racing               | Ian James Ross Gunn Alex Riberas                             | Mercedes-AMG GT3 Evo          | 274    |
| 11              | Pro-AM | 88  | Triple Eight Race Engineering | Jeffri Ibrahim Jordan Love Jamie Whincup                     | Mercedes-AMG GT3 Evo          | 274    |
| 12              | Silber | 93  | Wall Racing                   | Tony D’Alberto Adrian Deitz Grant Denyer David Wall          | Lamborghini Huracán GT3 Evo 2 | 273    |
| 13              | Pro-AM | 9   | Melbourne Performance Centre  | Marc Cini Dean Fiore Lee Holdsworth                          | Audi R8 LMS Evo II            | 270    |
| 14              | Silber | 44  | Valmont Racing                | Sergio Pires Brad Shiels Luke Youlden Marcel Zalloua         | Audi R8 LMS Evo II            | 270    |
| 15              | Silber | 47  | Tigani Motorsport             | James Koundouris Theo Koundouris David Russell Jonathon Webb | Mercedes-AMG GT3 Evo          | 268    |
| 16              | Pro-AM | 48  | M Motorsport                  | Jack Le Brocq Justin McMillan Garth Walden Glen Wood         | Mercedes-AMG GT3 Evo          | 259    |
| 17              | GT4    | 19  | Nineteen Corporation          | Daniel Bilski Adam Christodoulou Mark Griffith               | Mercedes-AMG GT4              | 253    |
| 18              | GT4    | 230 | Method Motorsport             | Tom Hayman Tom McLennan Elliot Schutte                       | McLaren Artura GT4            | 252    |
| 19              | INV    | 20  | T2 Racing                     | Adam Hargraves Daniel Jilesen Cedric Sbirrazzuoli            | MARC IRC GT                   | 245    |
| 20              | INV    | 702 | TekworkX Motorsport           | Geoff Emery Daniel Stutterd Paul Tracy                       | MARC IRC GT                   | 233    |
| 21              | INV    | 10  | Matt Stone Racing             | Cameron Hill John Holinger Nick Percat                       | MARC IRC GT                   | 222    |
| 22              | GT4    | 25  | Method Motorsport             | Jesse Bryan Marcos Flack Chaz Mostert                        | McLaren Artura GT4            | 217    |
| 23              | INV    | 701 | Vortex SAS                    | Lionel Amrouche Julien Boilot Philippe Bonnel                | Vortex 1.0                    | 212    |
| Ausgefallen     |        |     |                               |                                                              |                               |        |
| 24              | Pro    | 77  | Craft-Bamboo Racing           | Maximilian Götz Daniel Juncadella Jayden Ojeda               | Mercedes-AMG GT3 Evo          | 223    |
| 25              | Pro    | 2   | Melbourne Performance Centre  | Ricardo Feller Brad Schumacher Markus Winkelhock             | Audi R8 LMS Evo II            | 216    |
| 26              | INV    | 111 | MRA Motorsport                | Darren Currie Axle Donaldson Rylan Gray                      | MARC II V8                    | 198    |
| 27              | Pro    | 32  | Team WRT                      | Sheldon van der Linde Dries Vanthoor Charles Weerts          | BMW M4 GT3                    | 120    |
| 28              | INV    | 91  | Wheels Ltd.                   | Keith Kassulke Cameron McLeod Hadrian Morrall Tim Slade      | MARC II V8                    | 85     |
| 29              | GT4    | 56  | Nineteen Corporation          | Paul Buccini Oliver Hizzey Colin White Aaron Zerefos         | Ginetta G56 GT4               | 83     |
| Nicht gestartet |        |     |                               |                                                              |                               |        |
| 30              | INV    | 50  | Vantage Racing                | David Crampton Trent Harrison Laura Kraihamer                | KTM X-Bow GT2                 | 1      |

1 Fahrzeug zurückgezogen

### Nur in der Meldeliste
Zu diesem Rennen sind keine weiteren Meldungen bekannt.

### Klassensieger
| Klasse | Fahrer         | Fahrer             | Fahrer        | Fahrer     | Fahrzeug                      | Platzierung im Gesamtklassement |
| ------ | -------------- | ------------------ | ------------- | ---------- | ----------------------------- | ------------------------------- |
| Pro    | Ayhancan Güven | Laurens Vanthoor   | Matt Campbell |            | Porsche 911 GT3 R             | Gesamtsieg                      |
| Pro-AM | Harry King     | Alessio Picariello | Yasser Shahin |            | Porsche 911 GT3 R             | Rang 9                          |
| Silber | Tony D’Alberto | Adrian Deitz       | Grant Denyer  | David Wall | Lamborghini Huracán GT3 Evo 2 | Rang 12                         |
| GT4    | Daniel Bilski  | Adam Christodoulou | Mark Griffith |            | Mercedes-AMG GT4              | Rang 17                         |

### Renndaten
- Gemeldet: 30
- Gestartet: 29
- Gewertet: 23
- Rennklassen: 4
- Zuschauer: 47.333[3]
- Wetter am Renntag: warm und trocken, später regnerisch
- Streckenlänge: 6.213 km
- Fahrzeit des Siegerteams: 12:01:22.0968 Stunden
- Gesamtrunden des Siegerteams: 275
- Gesamtdistanz des Siegerteams: 1708,575 km
- Siegerschnitt: unbekannt
- Pole Position: Sheldon van der Linde – BMW M4 GT3 (#32) – 2:01.9810
- Schnellste Rennrunde: unbekannt
- Rennserie: 1. Lauf zur Intercontinental GT Challenge 2024
- Rennserie: 1. Lauf zur GT World Challenge Australia 2024